# Drewnik (Elbląg)
Drewnik (niem. Drewshof) – jedna z północnych dzielnic Elbląga.
Wieś komornictwa zewnętrznego Elbląga w XVII i XVIII wieku. 

## Położenie
Drewnik leży w północnej części miasta. Od południa graniczy z osiedlami Nad Jarem i Bielany, od zachodu z Modrzewiną a od północy z Zajazdem. Położony jest poza głównymi szlakami komunikacyjnymi. Jedyny dojazd stanowi nieutwardzona droga, która jest przedłużeniem ul. Witkiewicza. Dzielnica poprzecinana jest małymi wąwozami, którymi spływają strumienie z Wysoczyzny Elbląskiej.